# Seseli ferulaefolium
Seseli ferulaefolium är en flockblommig växtart som beskrevs av Jean Louis Marie Poiret. Seseli ferulaefolium ingår i släktet säfferötter, och familjen flockblommiga växter. Inga underarter finns listade i Catalogue of Life.